# Literatura griega
La literatura griega es aquella escrita por autores autóctonos de Grecia (alrededor de los años 2000 a. C.) y áreas geográficas de influencia, muchas compuestas en sus dialectos. Se extiende a lo largo de todos los periodos de escritores de ese origen o de ese momento. Los géneros más destacados de esta literatura son la comedia —en la cual tomaban el lado más burlesco de algo específico y cuyo mayor representante es Aristófanes— y la tragedia —en donde se relataba un hecho generalmente de un héroe que pasa por un secuencia de hechos catastróficos, y cuyos mayores representantes son Eurípides, Sófocles y Esquilo—. La mayoría de estos escritos eran realizados por un rapsoda y transmitidos oralmente por un aedo.

## Literatura griega antigua (anterior al año 395d.C.)

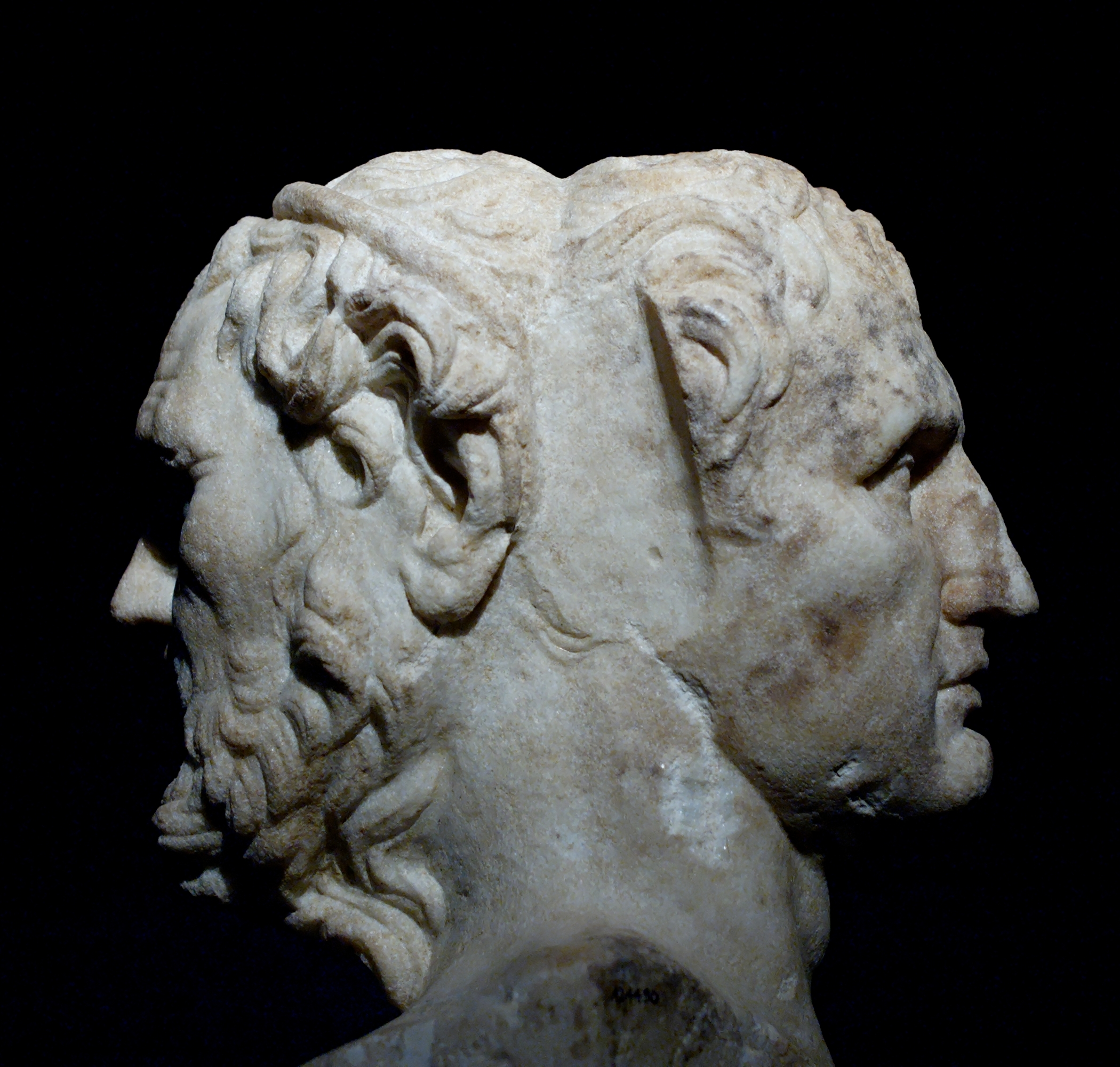
Busto doble de Homero y Menandro. Copia romana de un original griego perdido

#### Autores principales de la literatura griega antigua
- Homero, autor de la Ilíada y la Odisea. Se le han atribuido además una serie de Himnos, la Batracomiomaquia y el Margites.
- Hesíodo (hacia la segunda mitad del siglo viii a. C.): Trabajos y días, poema didáctico; Teogonía, exposición de la genealogía de los dioses griegos; El escudo de Heracles.

#### Poesía lírica
La poesía lírica surgió entre los siglos viii y vii a. C. Los eruditos alejandrinos hablaban del canon de los nueve poetas líricos como de algo ya establecido: Alcmán de Esparta, Safo, Alceo de Mitilene, Anacreonte, Estesícoro, Íbico, Simónides de Ceos, Píndaro y Baquílides. La nómina es mucho más amplia:
- Calino, el más antiguo de los elegíacos griegos.
- Alcmán (en torno al 630 a. C.), autor de los partenios.
- Arquíloco (712 a. C.-c. 664 a. C.), que perfeccionó el verso del yambo, que se usaba para la crítica satírica.
- Safo (c. 650-580 a. C.), con su Oda a Afrodita y Al amado.
- Tirteo (siglo vii a. C.), autor de Elegías dedicadas a los combatientes en la segunda guerra de Mesenia.
- Mimnermo de Colofón, del siglo vii a. C.
- Alceo de Mitilene (c. años 630-580 a. C.).
- Anacreonte (572-485 a. C.), cantor de los placeres de la mesa, el vino y el amor.
- Píndaro (518 a. C.-438 a. C.), autor de Epinicios sobre los vencedores de los juegos griegos, divididos en cuatro series: Olímpicas, Píticas, Ístmicas y Nemeas.
- Jenófanes, poeta filosófico.
- Focílides, poeta gnomónico o sapiencial.
- Teognis, cantor de la vida aristocrática.
- Solón, el legislador, quien también escribió poesía moral.
- Simónides de Ceos, autor de lírica coral, quien afirmaba que «la poesía es pintura que habla y la pintura poesía muda».
- Baquílides, autor de himnos a los dioses y epinicios.
- Íbico, cantor de amores homosexuales.
- Estesícoro, el poeta de los mitos.

#### Tragedia y comedia antigua

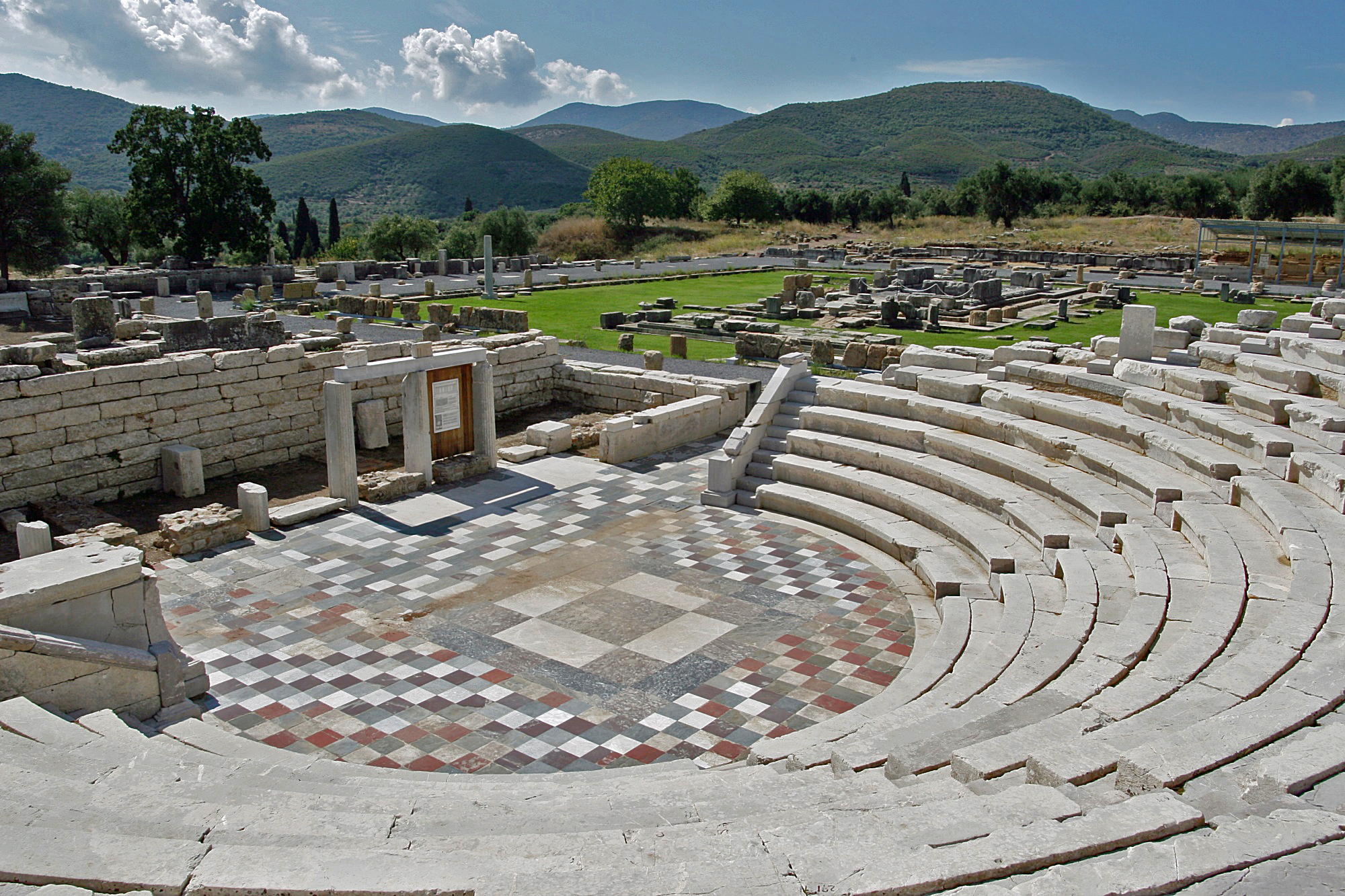
Odeón de Mesene

En el siglo v a. C., era clásica, surgió el drama a partir de los misterios dionisíacos. De los centenares de tragedias escritas e interpretadas durante la época clásica solo ha sobrevivido un número limitado de obras:
- Esquilo (525 a. C.-456 a. C.), considerado creador de la tragedia, escribió Los persas, Los siete contra Tebas, Las suplicantes y la trilogía de la Orestíada (Agamenón, Las Coéforas, Las Euménides).
- Sófocles (495 a. C.-406 a. C.) limitó el coro, aumentó a tres los actores, con lo que dio mayores posibilidades al diálogo. Se conservan siete tragedias completas: Antígona, Edipo Rey, Áyax, Las Traquinias, Filoctetes, Edipo en Colono y Electra.
- Eurípides (485 a. C.-406 a. C.) destacó por la penetración psicológica de los personajes. Obras: Alcestis, Medea, Los Heráclidas, Hipólito, Andrómaca, Hécuba, Las suplicantes, Electra, Heracles, Las troyanas, Ifigenia en Táuride, Ion, Helena, Fenicias, Orestes, Las bacantes e Ifigenia en Áulide.

La comedia antigua surgió del culto a Dioniso, pero en este caso las obras estaban llenas de una franca obscenidad, abusos e injurias. Autor destacado fue
- Aristófanes (444 a. C.-385 a. C.). Aristócrata, atacó la charlatanería tanto filosófica como política. Los caballeros, Las nubes (contra los filósofos), Las avispas, Las aves, Lisístrata (contra la guerra), Las ranas, La asamblea de las mujeres.

#### Historia

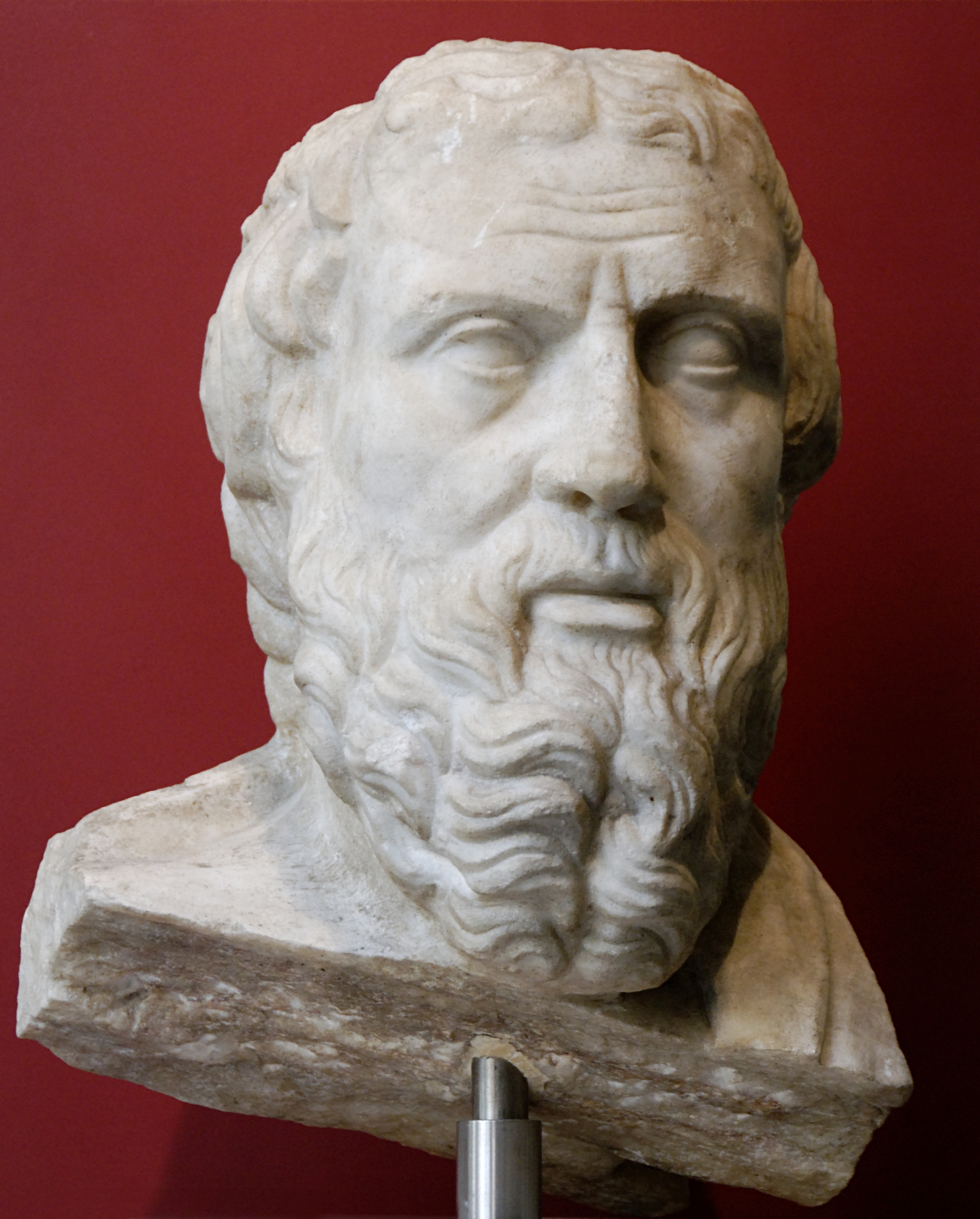
Busto de Heródoto. Copia romana de un original griego perdido

Dos de los más influyentes historiadores que florecieron durante la era clásica griega:
- Heródoto (484 a. C.-425 a. C.). Cicerón lo llamó el padre de la historia. Escribió Los nueve libros de historia.
- Tucídides (c.460 a. C.-c. 396 a. C.). Estratego durante la guerra del Peloponeso y autor de la Historia de la Guerra del Peloponeso.

Un tercer historiador, Jenofonte (431 a. C.-354 a. C.), comenzó sus Helénicas donde Tucídides había cesado su narración de la guerra del Peloponeso (alrededor del 411 a. C.), y prosiguió la historia hasta el 362 a. C. Otras obras suyas son Apología de Sócrates y Ciropedia o Educación de Ciro. Su obra más conocida es la Anábasis: Jenofonte acompañó con un ejército mercenario al príncipe persa Ciro el Joven contra Artajerjes II. Tras la derrota de Cunaxa, dirigió la retirada de los Diez Mil.

#### Prosa
Los mayores logros en la prosa del siglo IV a. C. se producen en la filosofía. Entre todos los filósofos, sobresalen tres nombres: Sócrates (470 a. C.-399 a. C.), Platón (427 a. C.-347 a. C.), y Aristóteles (384 a. C.-322 a. C.).
Surgen entonces los grandes oradores: 
- Isócrates (436 a. C.-338 a. C.). Fue discípulo de Sócrates. Partidario de la unión nacional frente a los persas. 21 discursos y 9 epístolas.
- Iseo (390 a. C.-340 a. C.). Maestro de Demóstenes.
- Esquines (389 a. C.-314 a. C.). Apoyó la alianza de Atenas con Filipo II de Macedonia para crear un imperio griego contra los persas. Rival de Demóstenes. Contra Ctesifonte, Contra Timarco, De la embajada.
- Lisias, (458 a. C.-380 a. C.), maestro de la oratoria judicial.
- Demóstenes (384 a. C.-322 a. C.) Enemigo de Filipo II de Macedonia, contra él dirigió sus Olínticas y Filípicas. Cuando el general macedonio. Antípatro tomó Atenas, huyó a la isla de Calauria, donde se suicidó.

### Periodo helenístico
En 338 a. C. todas las ciudades estado griegas excepto Esparta habían sido conquistadas por Filipo II de Macedonia. El hijo de Filipo, Alejandro Magno, extendió mucho el territorio conquistado por su padre. La ciudad de Alejandría en el norte de Egipto se convirtió, desde el siglo III a. C., en el centro destacado de la cultura griega.

#### Poesía griega tardía
Floreció durante el siglo III a. C.:
- Teócrito (c. 310 a. C.-c. 260 a. C.) con su poesía bucólica o pastoril representada por los 39 Idilios; Epigramas.
- Sus discípulos Bión y Mosco.
- Calímaco (310 a. C.-240 a. C.).
- Apolonio de Rodas (295 a. C.-215 a. C.).

#### Otros géneros

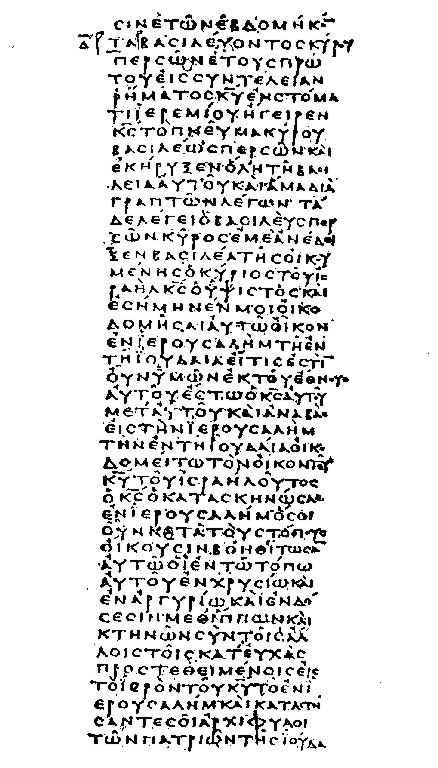
Columna en caracteres unciales del texto de Esdras de la Septuaginta

- Timeo de Tauromenio (c. 350 a. C.-c. 260 a. C.). Historiador griego nacido en Sicilia.
- Menandro (342 a. C.-292 a. C.) representa la comedia nueva. Fue muy imitado por Plauto y Terencio. Sólo se conserva íntegra El misántropo.
- Eratóstenes (276 a. C.-194 a. C.). Escribió sobre astronomía y geografía, pero su obra se conoce sobre todo por resúmenes posteriores.
- Aristarco de Samotracia (c. 216 a. C.-145 a. C.), gramático y filólogo.Fue director de la Biblioteca de Alejandría. Destaca por la anotación y corrección de los poemas homéricos.
- Luciano (125-181) representa el diálogo de carácter satírico. Diálogos de los dioses, Diálogos de los muertos, Diálogos de las cortesanas. Cuento: El asno.

Una de las más valiosas contribuciones del período helenístico fue la traducción del Antiguo Testamento al griego. Su redacción se llevó a cabo entre los años 250 a. C. y 150 a. C., en Alejandría. Se la llama Septuaginta. Este nombre de Setenta se debe a que la tradición judía, recogida en la atribuye su traducción a 72 sabios judíos (seis de cada tribu) en 72 días.

### Época romana (146a.C.-395d.C.)
En 146 a. C. Roma conquistó Grecia y la convirtió en una provincia del Imperio romano primero y del Imperio romano de Oriente después.

#### Historiadores
Los historiadores más significativos de la época posterior a Alejandro el Grande fueron:
- Polibio (200 a. C.-118 a. C.).
- Diodoro Sículo o Diodoro de Sicilia (siglo I a. C.). Escribió Biblioteca histórica, en 40 volúmenes.

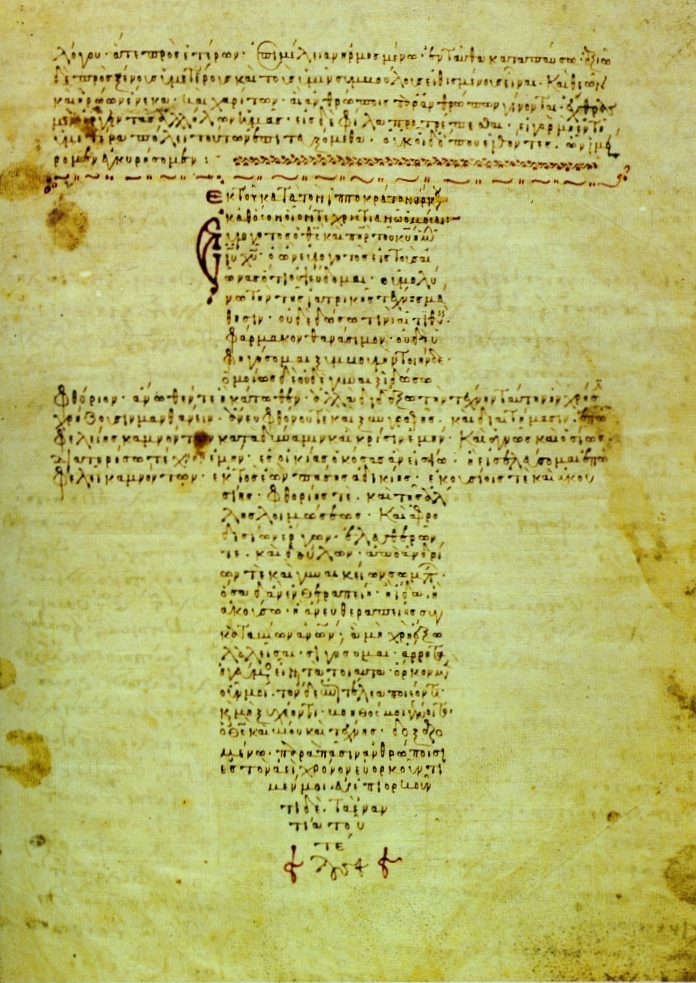
Manuscrito bizantino del en el que está escrito el juramento hipocrático en forma de cruz. Biblioteca Vaticana

- Dionisio de Halicarnaso (fallecido hacia el 7 a. C.). Antigüedades romanas.
- Apiano (mediados del siglo II).
- Plutarco (c. 46-c. 120). Vidas paralelas.
- Flavio Arriano (c. 95-175). Anábasis de Alejandro Magno.

#### Novela griega
Se desarrolló durante los siglos II y III, aunque la datación exacta de las obras es controvertida. Inspiraron posteriormente el género de la llamada novela bizantina o de aventuras.
- Caritón de Afrodisias. Quéreas y Calírroe. Se considera la primera de las conservadas.
- Heliodoro de Émesa (principios del siglo III). Iniciador de la novela bizantina, de amores y aventuras, con las Etiópicas o Teágenes y Cariclea.
- Longo. Dafnis y Cloe. Es la más conocida y editada de estas novelas.
- Jenofonte de Éfeso. Efesíacas o Antía y Habrócomes.
- Aquiles Tacio. (c. siglo III). Leucipa y Clitofonte.

#### Otros géneros
El médico Galeno (131-201) es el personaje más significativo de la Medicina antigua después de Hipócrates, que estableció las bases de la medicina en el  a. C.

## Literatura bizantina (395-1453)

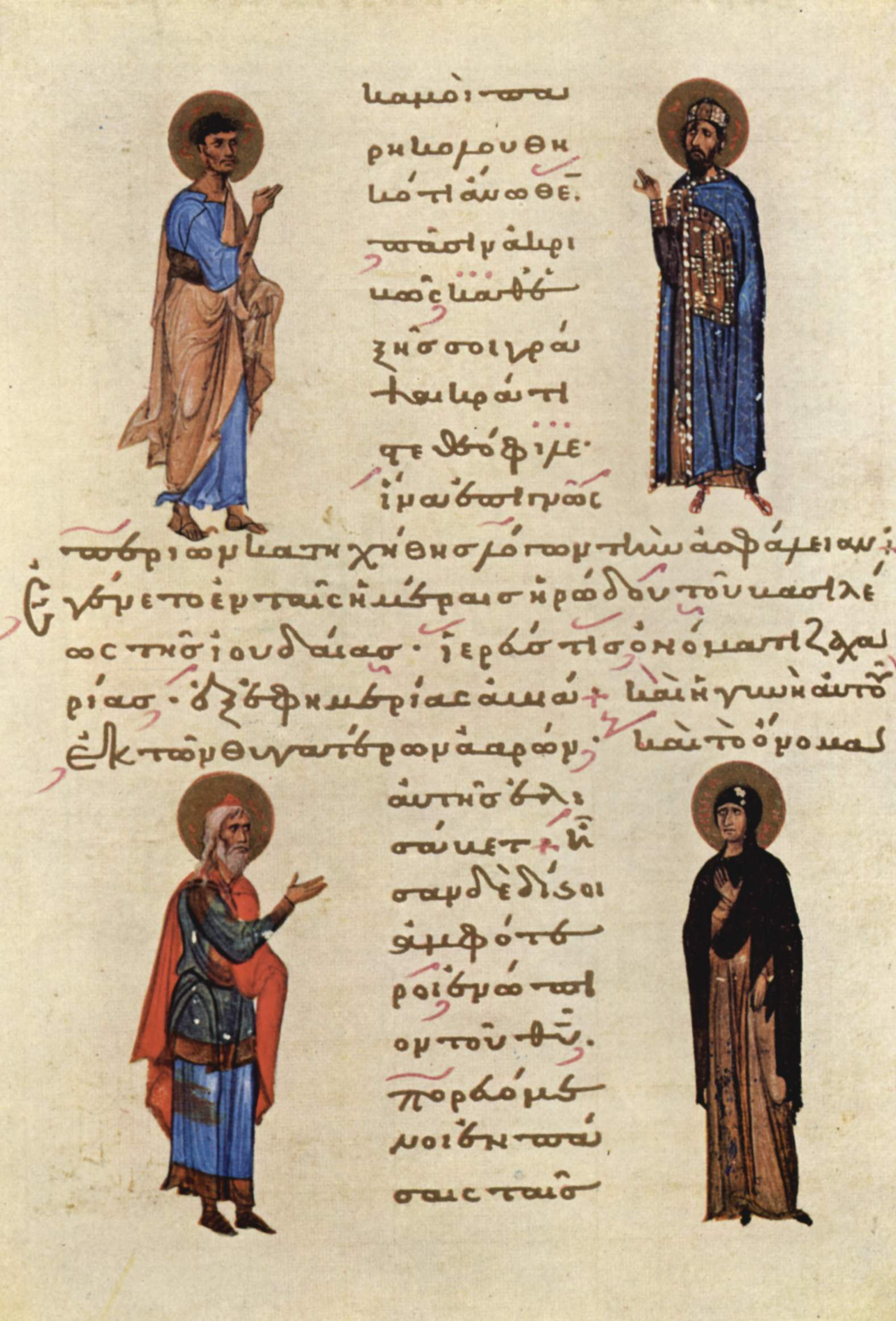
Comienzo del evangelio de Lucas en un manuscrito bizantino de principios del

La literatura bizantina es la escrita en griego medieval, durante la hegemonía del Imperio bizantino. Es expresión de la vida intelectual de la parte helenizada del Imperio romano de Oriente durante la Edad Media cristiana. Combina civilización griega y cristiana sobre el fundamento común el sistema político romano, ubicado en la atmósfera intelectual y etnográfica del Oriente Próximo.
La literatura bizantina parte de cuatro elementos culturales distintos: el griego, el cristiano, el romano y el oriental, cuyo carácter se combinó. La imaginación oriental envuelve las aportaciones de la cultura intelectual helenística, la organización gubernamental romana y la vida emocional del cristianismo.
- Romano el Mélodo (siglo V). Poesía religiosa
- Jorge de Pisidia (siglo VII). Poesía épica. Expedición de Heraclio contra los persas.
- Procopio de Cesarea (siglo VI). Historia de las guerras, Historia secreta.
- Teófanes el Confesor. Historiador.
- Gregorio Palamás (1296-1359). Teólogo y filósofo. Prosopopeya, Teófanes y las Tríadas.
- Ana Comneno (1083-1153). Historiadora. Autora de La Alexiada.

## Literatura griega moderna (posterior a 1453)

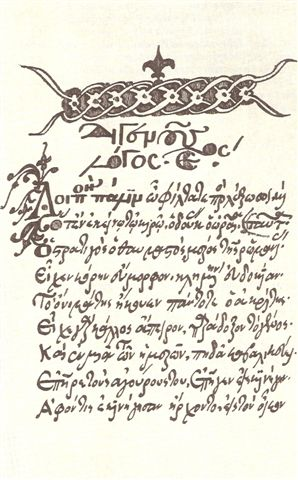
Ejemplo contemporáneo de antigua escritura griega

La literatura griega moderna es aquella escrita en griego moderno desde el siglo XV.
- Vitsentzos Kornaros (o Vincenzo Cornaro, 1553-1613). Escribió el poema épico romántico Erotokritos, obra maestra de este período, y quizás el mayor logro de la literatura griega moderna.
- Jakovakis Rizos Neroulos. Autor de la sátira Korakistika (1819), dirigida contra el intelectual griego Adamantios Korais, ejemplifica la Ilustración griega y emergente nacionalismo.
- Adamantios Koraís o Coraís (1748-1833).

## Literatura contemporánea

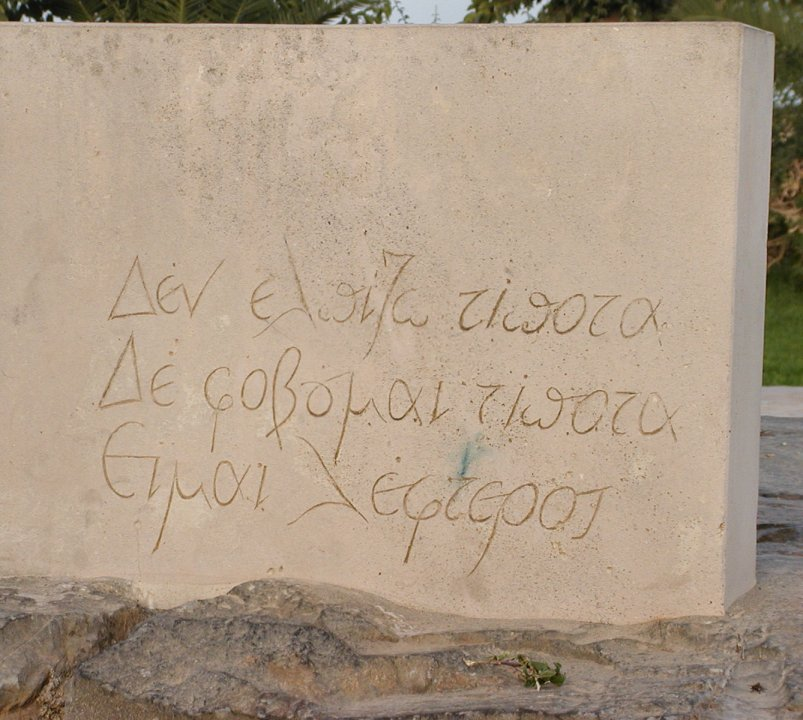
Epitafio en la tumba de Nikos Kazantzakis. Traducción: «No espero nada, no temo nada, soy libre»

En el siglo XIX, con la independencia de Grecia, se produce un renacimiento de su literatura:
- Rigas Feraios. También conocido como Rigas Velestinlís. Seudónimo de Antonios Kyriazís. (1757-1798). Poeta revolucionario griego.
- Dionisos Solomós (1798-1857). Poeta griego conocido por su Himno a la Libertad (1823).

Ya en el siglo XX:
- Alexandros Papadiamantis (1851-1911).
- Constantino Cavafis (1863-1933).
- Jean Moréas (1856-1910). Seudónimo de Jannis Papadiamantopoulos. Poeta francés de origen griego. Simbolista primero, evolucionó hacia una actitud más clásica. Estancias.
- Kostís Palamás (1859-1943). Cercano al parnasianismo. La muerte del palikari .
- Nikos Kazantzakis (1883-1957). Odisea, Zorba el griego, Cristo de nuevo crucificado, La última tentación de Cristo, El pobrecillo de Dios.
- Ángelos Sikelianós (1884-1951). Afrodita urania.
- María Polydouri (1902-1930).
- Giorgos Seferis (1900-1971). Seudónimo de Yorgos Stylianos Seferadi. Días, Seis noches en la Acrópolis, Mithistórima. Premio Nobel de Literatura en 1963.
- Yannis Ritsos (1909-1990). Grecidad y otros poemas, La olla ahumada, De papel.
- Odysseas Elytis (1911-1996). Seudónimo de Odysseas Alepoudelis. Poeta. El sol primero, Dignum est, El Sol soberano. Premio Nobel de Literatura en 1979.
- Takis Sinópulos (1917-1981). Poeta griego.
- Nicos Poulantzas (1936-1979). Clases sociales y alianzas por el poder, La Crisis de las dictaduras: Portugal, Grecia, España; Estado, poder y socialismo.

Ya en el siglo XXI:
- Petros Márkaris (1937). Es un traductor, dramaturgo, guionista y narrador griego, conocido ante todo por sus novelas policiacas protagonizadas por el comisario Kostas Jaritos.
- Dimitris Lyacos (1966). Poeta y dramaturgo. Es el autor de la trilogía Poena Damni, reconocida por su estilo desafiante y la combinación de elementos vanguardistas de temáticas procedentes de la tradición literaria con elementos del rito, religión, filosofía y antropología.